# مکزیکو (حوزه سرشماری)، مین
مکزیکو (به انگلیسی: Mexico) یک منطقهٔ مسکونی در ایالات متحده آمریکا است که در شهرستان آکسفورد، مین واقع شده‌است. مکزیکو ۲٫۷ کیلومتر مربع مساحت و ۱٬۹۴۶ نفر جمعیت دارد و ۱۴۶ متر بالاتر از سطح دریا واقع شده‌است.